# Operador escalera
En álgebra lineal, análisis funcional y en sus aplicaciones a la mecánica cuántica, un operador de subida o de bajada (también conocidos como operadores escalera) es un operador que aumenta o disminuye el autovalor de otro operador. En mecánica cuántica, el operador de subida también se denomina operador de creación  mientras que el de bajada se denomina operador de destrucción o aniquilación. Estas denominaciones se deben a que el operador escalera quita o agrega un cuanto a la energía que coincide con los autovalores de la ecuación de Schrödinger independiente del tiempo. Aplicaciones de los operadores escalera se pueden ver en el oscilador armónico cuántico y en el momento angular. 

## Propiedades generales
Supongamos que dos operadores {\displaystyle {\hat {X}}\,} y {\displaystyle {\hat {N}}\,} tienen una relación de conmutación que es proporcional al operador {\displaystyle {\hat {X}}\,}:

{\displaystyle [{\hat {N}},{\hat {X}}]=c{\hat {X}}\,}

siendo {\displaystyle c\,} un escalar. Entonces el operador {\displaystyle {\hat {X}}\,} actuará de tal forma que desplazará el autovalor y autovector de {\displaystyle {\hat {N}}\,} una cantidad {\displaystyle c\,}. En efecto:
| {\displaystyle {\hat {N}}{\hat {X}}\|n\rangle } | {\displaystyle {}=({\hat {X}}{\hat {N}}+[{\hat {N}},{\hat {X}}])\|n\rangle } |
|                                                 | {\displaystyle {}=({\hat {X}}{\hat {N}}+c{\hat {X}})\|n\rangle }             |
|                                                 | {\displaystyle {}={\hat {X}}{\hat {N}}\|n\rangle +c{\hat {X}}\|n\rangle }    |
|                                                 | {\displaystyle {}={\hat {X}}n\|n\rangle +c{\hat {X}}\|n\rangle }             |
|                                                 | {\displaystyle {}=(n+c){\hat {X}}\|n\rangle }                                |

Es decir, si {\displaystyle |n\rangle } es un autovector de {\displaystyle {\hat {N}}\,} con autovalor {\displaystyle n\,}, entonces {\displaystyle {\hat {X}}|n\rangle } también es un autovector de {\displaystyle {\hat {N}}\,}, pero en este caso con autovalor {\displaystyle n+c\,}. Es decir {\displaystyle |n+c\rangle ={\hat {X}}|n\rangle }.
Si {\displaystyle {\hat {N}}\,} es hermítico (por ejemplo, si es el hamiltoniano), entonces {\displaystyle c\,} tiene que ser real. En este caso si {\displaystyle c\,} es positiva se dice que {\displaystyle {\hat {X}}\,} es un operador de subida, mientras que si es negativa el operador es de bajada. Nótese que si {\displaystyle {\hat {X}}\,} es de subida, entonces su operador adjunto será de bajada y viceversa, ya que obedecen la relación:

{\displaystyle [{\hat {N}},{\hat {X}}^{\dagger }]=-c{\hat {X}}^{\dagger }.\,}

### Espectro de los operadores de creación y destrucción
- En cuanto al espectro en las secciones anteriores se ha probado que el espectro del operador número es puramente puntual y coincide con {\displaystyle \mathbb {N} }.
- El espectro puntual del operador destrucción es todo el plano complejo {\displaystyle \mathbb {C} } y es de tipo puntual, ya que para cualquier número complejo {\displaystyle \lambda \in \mathbb {C} } siempre existe solución {\displaystyle |\xi _{\lambda }\rangle \in {\mathcal {H}}} de la ecuación:

{\displaystyle {\hat {a}}|\xi _{\lambda }\rangle =\lambda |\xi _{\lambda }\rangle }

- Finalmente el espectro puntual del operador creación es vacío, mientras que su espectro residual incluye todo el plano complejo.

## Oscilador armónico cuántico
A continuación veremos la aplicación de los operadores escalera al caso del oscilador armónico cuántico. Así, diagonalizaremos el Hamiltoniano aplicando el álgebra de los operadores escalera. Empezaremos escribiendo el hamiltoniano como:

{\displaystyle {\hat {H}}={\frac {{\hat {p}}_{x}^{2}}{2m}}+{\frac {1}{2}}m\omega ^{2}{\hat {x}}^{2}}

donde {\displaystyle {\hat {p}}_{x}} es la componente sobre el eje {\displaystyle x} del operador momento de la partícula. 

### Análisis dimensional
Comenzaremos reescribiendo el Hamiltoniano en término de magnitudes adimensionales (para ello se puede aplicar el análisis dimensional). Para ello definiremos las magnitudes 

{\displaystyle {\hat {X}}={\sqrt {\frac {m\omega }{\hbar }}}{\hat {x}},\qquad {\hat {P}}={\frac {{\hat {p}}_{x}}{\sqrt {m\hbar \omega }}}}

que permiten expresar el Hamiltoniano como la suma de formas cuadráticas

{\displaystyle {\hat {H}}={\frac {1}{2}}\hbar \omega \left({\hat {P}}^{2}+{\hat {X}}^{2}\right)}

Esta forma sugiere definir un operador y su adjunto tales que su producto sea proporcional al Hamiltoniano (de manera equivalente a la definición de complejo y complejo conjugado). Así, si definimos el operador de bajada {\displaystyle {\hat {a}}\,} y el de subida {\displaystyle {\hat {a}}^{\dagger }\,}

{\displaystyle {\hat {a}}={\frac {1}{\sqrt {2}}}({\hat {X}}+i{\hat {P}}),\qquad {\hat {a}}^{\dagger }={\frac {1}{\sqrt {2}}}({\hat {X}}-i{\hat {P}})}

es fácil comprobar que la relación de conmutación posición-momento {\displaystyle \left[{\hat {X}},{\hat {P}}\right]=i} se transforma en {\displaystyle \left[a,a^{\dagger }\right]={\hat {a}}{\hat {a}}^{\dagger }-{\hat {a}}^{\dagger }{\hat {a}}=1}
y que el Hamiltoniano se puede reescribir como

{\displaystyle {\hat {H}}={\frac {1}{2}}\hbar \omega \left({\hat {a}}{\hat {a}}^{\dagger }+{\hat {a}}^{\dagger }{\hat {a}}\right)=\hbar \omega \left({\hat {a}}^{\dagger }{\hat {a}}+{\frac {1}{2}}\right)}

Conviene hacer notar que el término {\displaystyle {\frac {1}{2}}\hbar \omega } es una consecuencia de que {\displaystyle {\hat {x}}} y {\displaystyle {\hat {p}}_{x}} no conmutan, es decir, del principio de indeterminación. Veremos en lo que sigue que este término da lugar a la energía del punto cero o energía del estado fundamental.
Por último, de acuerdo con la expresión anterior, el espectro de {\displaystyle {\hat {H}}} está relacionado con el espectro del operador número {\displaystyle {\hat {N}}={\hat {a}}^{\dagger }{\hat {a}}}. En este caso podemos observar que {\displaystyle {\hat {a}}\,} es un operador escalera de bajada, ya que   

{\displaystyle [{\hat {N}},{\hat {a}}]={\hat {N}}{\hat {a}}-{\hat {a}}{\hat {N}}={\hat {a}}^{\dagger }{\hat {a}}{\hat {a}}-{\hat {a}}{\hat {a}}^{\dagger }{\hat {a}}=-{\hat {a}}}

donde se ha tenido en cuenta la relación de conmutación.

### Valores propios en la representación de energía
Para obtener los valores propios del operador número {\displaystyle N={\hat {a}}^{\dagger }{\hat {a}}}

{\displaystyle {\hat {N}}|n\rangle =n|n\rangle }

utilizaremos las siguientes propiedades del espectro de {\displaystyle {\hat {N}}}:
- Los valores propios {\displaystyle n\,} son positivos o nulos. En efecto, la norma del vector {\displaystyle {\hat {a}}\left|n\right\rangle } es positiva o nula, entonces

{\displaystyle \left({\hat {a}}\left|n\right\rangle ,{\hat {a}}\left|n\right\rangle \right)=\left\langle n\right|{\hat {a}}^{\dagger }{\hat {a}}\left|n\right\rangle =\left\langle n\right|{\hat {N}}\left|n\right\rangle =n\left\langle n|n\right\rangle =n\geq 0}
donde hemos considerado que las funciones {\displaystyle \left|n\right\rangle } están normalizadas.
- Si {\displaystyle n\,} es un valor propio asociado al vector propio {\displaystyle \left|n\right\rangle }, entonces {\displaystyle n-1\,} es también un valor propio asociado al vector {\displaystyle {\hat {a}}\left|n\right\rangle }. Del resultado anterior se obtiene que la constante de normalización de {\displaystyle {\hat {a}}\left|n\right\rangle } es {\displaystyle 1/{\sqrt {n}}}. Se obtiene así que {\displaystyle {\hat {a}}\left|n\right\rangle ={\sqrt {n}}\left|n-1\right\rangle }.
- De igual manera, tenemos que, {\displaystyle {\hat {a}}^{\dagger }\left|n\right\rangle ={\sqrt {n+1}}\left|n+1\right\rangle }.
- El autovalor {\displaystyle n\,} debe de ser un número entero. En efecto, si aplicamos {\displaystyle m\,} veces el operador de bajada {\displaystyle {\hat {a}}}, tendremos que

{\displaystyle {\hat {a}}^{m}\left|n\right\rangle ={\sqrt {n(n-1)\cdots (n-m+1)}}\left|n-m\right\rangle }
Como {\displaystyle \left|n-m\right\rangle } es un autovector de {\displaystyle {\hat {N}}} con autovalor {\displaystyle n-m\,}, si {\displaystyle n\,} no es un entero siempre existirá un valor de {\displaystyle m\,} para el cual el autovalor {\displaystyle n-m} será negativo, lo que contradice el primero de los puntos.
Así, los valores propios del operador {\displaystyle {\hat {N}}} son los números enteros {\displaystyle n\geq 0}. Como consecuencia, el espectro de energías del Hamiltoniano del oscilador armónico es 

{\displaystyle E_{n}=\hbar \omega \left(n+{\frac {1}{2}}\right),\qquad n\geq 0.}

### Vectores propios en la representación de energía

#### El estado fundamental
Podemos utilizar los resultados anteriores para obtener las autofunciones del oscilador armónico. Para obtener el estado fundamental, podemos aplicar el operador escalera de bajada. Así. como {\displaystyle {\hat {a}}\left|n\right\rangle ={\sqrt {n}}\left|n-1\right\rangle }, tenemos

{\displaystyle {\hat {a}}\left|0\right\rangle ={\sqrt {0}}\left|-1\right\rangle =0}.

Proyectando sobre {\displaystyle \left\langle x\right|} podemos expresar dicha ecuación en la representación de coordenadas, 

{\displaystyle \left\langle x|{\hat {a}}|0\right\rangle =0\rightarrow \left\langle x\right|{\sqrt {\frac {m\omega }{\hbar }}}{\hat {x}}+i{\frac {1}{\sqrt {m\hbar \omega }}}{\hat {p}}_{x}\left|0\right\rangle =0}.

que se puede reescribir como una ecuación diferencial

{\displaystyle \left(m\omega x+\hbar {\frac {d}{dx}}\right)\psi _{0}(x)=0}

.
Así la solución a esta ecuación diferencial permite obtener la función de ondas del estado fundamental

{\displaystyle \psi _{0}(x)=A\exp \left(-{\frac {m\omega x^{2}}{2\hbar }}\right).}

donde la constante de normalización se obtiene al imponer {\displaystyle \left\langle 0|0\right\rangle }, y
toma el valor {\displaystyle A=\left(m\omega /\pi \hbar \right)^{1/4}}.

#### Estados excitados
Para obtener las funciones de onda de los estados excitados del oscilador armónico, podemos aplicar el operador escalera de subida al estado fundamental.

{\displaystyle \left|n\right\rangle ={\frac {1}{\sqrt {n}}}{\hat {a}}^{\dagger }\left|n-1\right\rangle ={\frac {1}{\sqrt {n!}}}\left({\hat {a}}^{\dagger }\right)^{n}\left|0\right\rangle }

## Teoría cuántica de campos
La teoría cuántica de campos usa también operadores de creación y destrucción cuya álgebra básica recuerda a la de los operadores escalera del oscilador armónico cuántico. Sin embargo, la teoría en el caso del oscilador armónico existe un solo operador de creación y uno de destrucción, en cambio en teoría cuántica existe toda una colección de los mismos (de hecho para cada posible estado de una partícula existe un operador que representa la "creación" una partícula en ese estado y un operador que representa la "aniquilación" de una partícula en ese estado). Todos esos operadores pueden construirse gracias a una distribución (que toma valores en el conjunto de operadores del espacio de Hilbert), así a cada estado (o función de onda) de la partícula se le asigna un operador de destrucción:

{\displaystyle {\hat {a}}:L^{2}(\mathbb {R} ^{3})\to {\mathcal {L}}({\mathcal {H}})}

Así el operador que aniquila una partícula en el estado {\displaystyle |\psi \rangle } se define como:

{\displaystyle {\hat {a}}_{\psi }={\hat {a}}(\psi )=\int _{\mathbb {R} ^{3}}{\hat {a}}_{\mathbf {k} }\psi (\mathbf {x} )e^{i\mathbf {k\cdot x} }{\frac {d^{3}\mathbf {k} }{(2\pi )^{3/2}(2\omega )^{1/2}}}}

Donde:
{\displaystyle \psi (\mathbf {x} )=\langle \mathbf {x} |\psi \rangle }, función de onda.
{\displaystyle \mathbf {x} =(ct,x,y,z)}, cuadrivector de posición.
{\displaystyle \mathbf {k} =(\omega ,k_{x},k_{y},k_{z})}, cuadrivector longitud de onda, proporcional al cuadrimomento.
{\displaystyle {\hat {a}}_{\mathbf {k} }}, distribución que toma valores en el conjunto de operadores.
Mientras que el operador que crea dicho estado es similar substituyendo el operador destrucción por el operador creación:

{\displaystyle {\hat {a}}_{\psi }^{\dagger }={\hat {a}}^{\dagger }(\psi )=\int _{\mathbb {R} ^{3}}{\hat {a}}_{\mathbf {k} }^{\dagger }\psi (\mathbf {x} )e^{i\mathbf {k\cdot x} }{\frac {d^{3}\mathbf {k} }{(2\pi )^{3/2}(2\omega )^{1/2}}}}

Estos operadores satisfacen las siguientes relaciones de conmutación:

{\displaystyle [{\hat {a}}_{\mathbf {k} },{\hat {a}}_{\mathbf {k'} }^{\dagger }]=\delta ^{(3)}(\mathbf {k} -\mathbf {k'} ),\quad [{\hat {a}}_{\mathbf {k} },{\hat {a}}_{\mathbf {k'} }]=0,\quad [{\hat {a}}_{\mathbf {k} }^{\dagger },{\hat {a}}_{\mathbf {k'} }^{\dagger }]=0}

Análogas a las construidas para los operadores de creación y destrucción del oscilador armónico.